# Szentendrei Képtár
Szentendrei Képtár (2000 Szentendre, Fő tér 2-5.; alapítása: 1978)

## Épülete
A Ferenczy Múzeumi Centrum egyik kiállítóhelye a Szentendrei Képtár, amely az 1720-ban épült barokk stílusú kereskedőház földszintjén kapott helyet a Fő téren. A képtár épületének emeleti részeiben múzeumi dolgozószobák vannak.
(Külön érdekessége a kétszintes épületnek, hogy 16-17. századi maradványok felhasználásával emelték a ma már egy tetőszerkezet alatt meghúzódó hat épületből álló kereskedőházat. A kereskedőház eredeti beosztása ma is felismerhető, a tér felől, a földszinten voltak a tulajdonosok üzletei, mögöttük a raktárak, az emeleten a lakások. Az árut a Vastagh György utca felőli hátsó ajtókon szállították a pincékbe és a padlásra.)

## Kiállításai
A Szentendrei Képtárban folyamatosan időszakos kiállításokat rendeznek.
2016 május 13-tól október 16-ig japán Chiharu Shiota, a kortárs nemzetközi képzőművészet meghatározó alakja állított ki az épületben. Meditatív atmoszférájú installációit az elmúlt két évtizedben a világ számos kiállítóhelyén bemutatták. Közép-Európában első alkalommal volt látható egy nagyszabású munkája. A Szentendrei Képtárban a művész és közvetlen munkatársai által megépített Emlékeső című installáció a 2015-ös Velencei Biennálén nagy feltűnést keltő Kulcs a kézben című, a japán pavilonban létrehozott alkotás újragondolt, helyszín-specifikus változata volt. A Shiota védjegyévé vált, teljes teret behálózó – ez esetben élénkvörös – gyapjúfonal-rengeteg mintegy emlékesőként aláhullva egy zsigerekig hatoló élményvilágba vonja be a látogatót. Az installációban elrendezett több mint húszezer kulcs a közönséges, naponta használt tárgyakhoz kötődő személyes élményeket ötvözte a kollektív emlékezet időn és téren átívelő, embereket összekötő képzeteivel. A mindennapokban a kulcsok az emberek értékeit védik – a házukat, a vagyontárgyaikat, a személyes biztonságukat. Azzal, hogy napi rendszerességgel érintkezésbe lépnek az emberi test melegével, a kulcsokban – a művész értelmezése szerint – sok-sok emlék halmozódik fel. Ilyen módon érzések és emlékek jelképeivé válnak, miközben alakjukkal emberi formákat is megidéznek. A látványos fonal- és kulcsháló alatt két csónak tenyeret szimbolizálva gyűjti össze és szállítja ezt az emlékesőt. Az összefűzött kulcsok a lehetőség, a remény, ugyanakkor az emberek közötti viszonyrendszer megtestesítői is. Így kapcsolódik össze a jelen és a jövő, így kapcsolódnak egymásba nemzedékek emlékei.
Korábbi kiállítások
2004 nyarán Új természetkép címen az 1930-as és 1940-es évek tájábrázolásának változásait mutatták be a Szentendréhez kötődő festők művei által. Önmagukban a nevek felsorolása már egy seregszemle.
Ámos Imre, Barcsay Jenő, Bene Géza, Deli Antal, Fekete Nagy Béla, Gadányi Jenő, Gálffy Lola, Hegyi György, Ilosvai Varga István, Kántor Andor, Korniss Dezső, Nuridsány Zoltán, Paizs Goebel Jenő, Pirk János, Rozgonyi László, Schubert Ernő, Sikuta Gusztáv, Szántó Piroska, Szin György, Szuly Angéla, Vajda Júlia és Vajda Lajos műveiből mutattak be válogatást.
2005 nyarán Szemtől szemben : önarcképek, művészportrék és kettős arcképek a 20. századi szentendrei festészetben c. tematikus kiállításukon mintegy 100 műalkotást szemléltettek. Dunakanyari- és pilisi irodalmi emlékeikből mutattak be válogatást (hely hiányában csak válogatást) 2006 nyarán. Szentendréről: Vas István, Hamvas Béla; Leányfaluról: Gyulai Pál, Móricz Zsigmond, Karinthy Ferenc, Márai Sándor; Visegrádról Áprily Lajos, Cseres Tibor, Hegedüs Géza; Kisorosziból Mészöly Miklós.
2007 nyarán Kis magyar performansz-történet című bemutatójukkal lepték meg a közönséget, jelenleg (2008 nyarán) Lugossy László retrospektív kiállítása volt megtekinthető.